# Launchd
launchd è un tool open source distribuito sotto  Apache License, 2.0  che in macOS avvia i servizi di base del computer e permette all'utente di effettuare il login. Si trova al percorso /sbin/launchd.
launchd oltre a lanciare i processi all'avvio, può svolgere i compiti di crontab permettendo di lanciare dei comandi periodicamente ad un istante di tempo predeterminato ed è anche possibile associare un comando al verificarsi di una modifica del contenuto di una cartella specificata.
La configurazione è gestita tramite file plist, mentre la gestione del demone è affidata al comando launchctl.
In Mac OS X Panther e precedenti, le funzioni di launchd erano svolte da SystemStarter e crontab.